# Filialkirche St. Georg (Oberdrum)

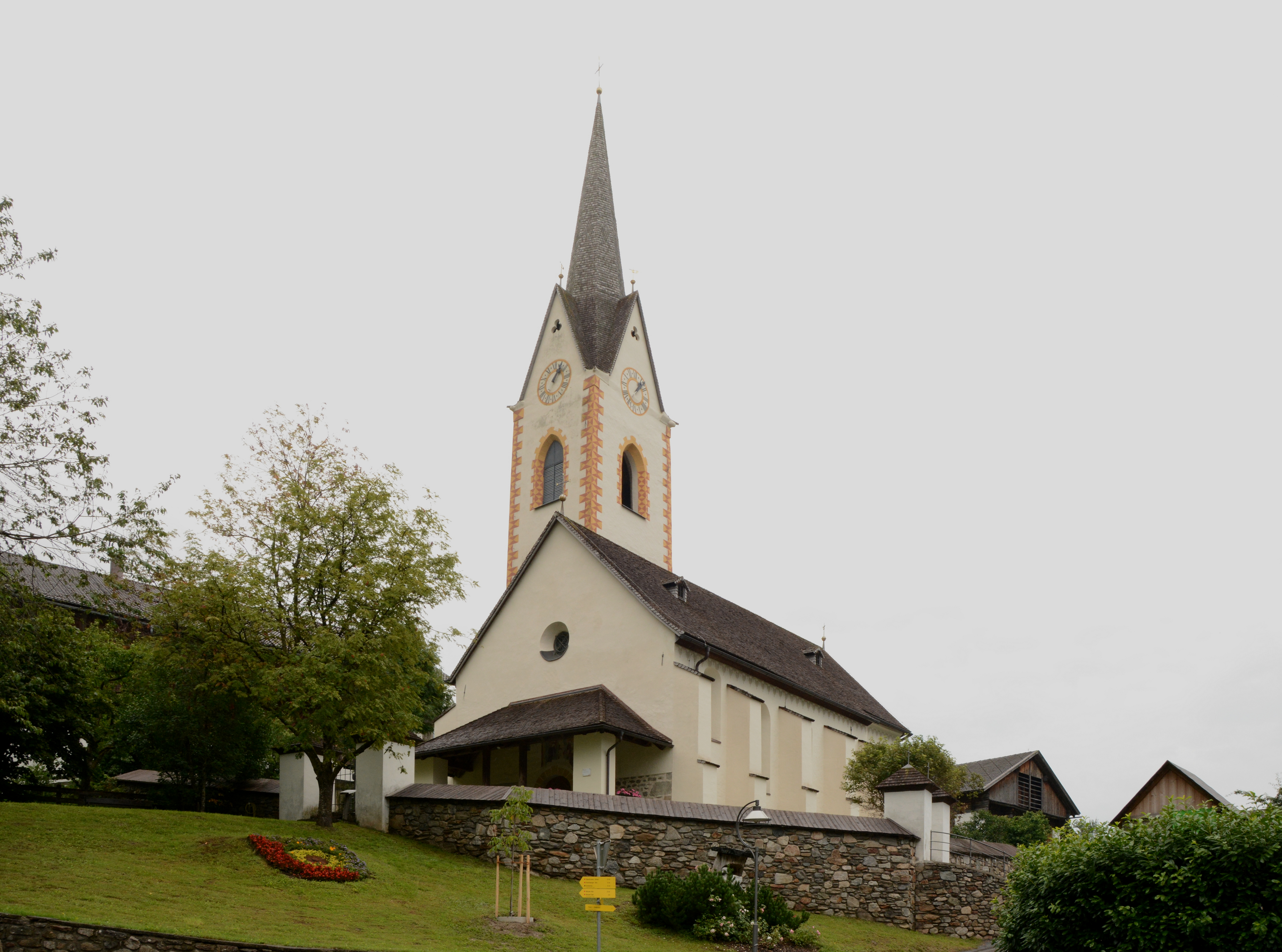
Katholische Filialkirche hl. Georg in Oberdrum

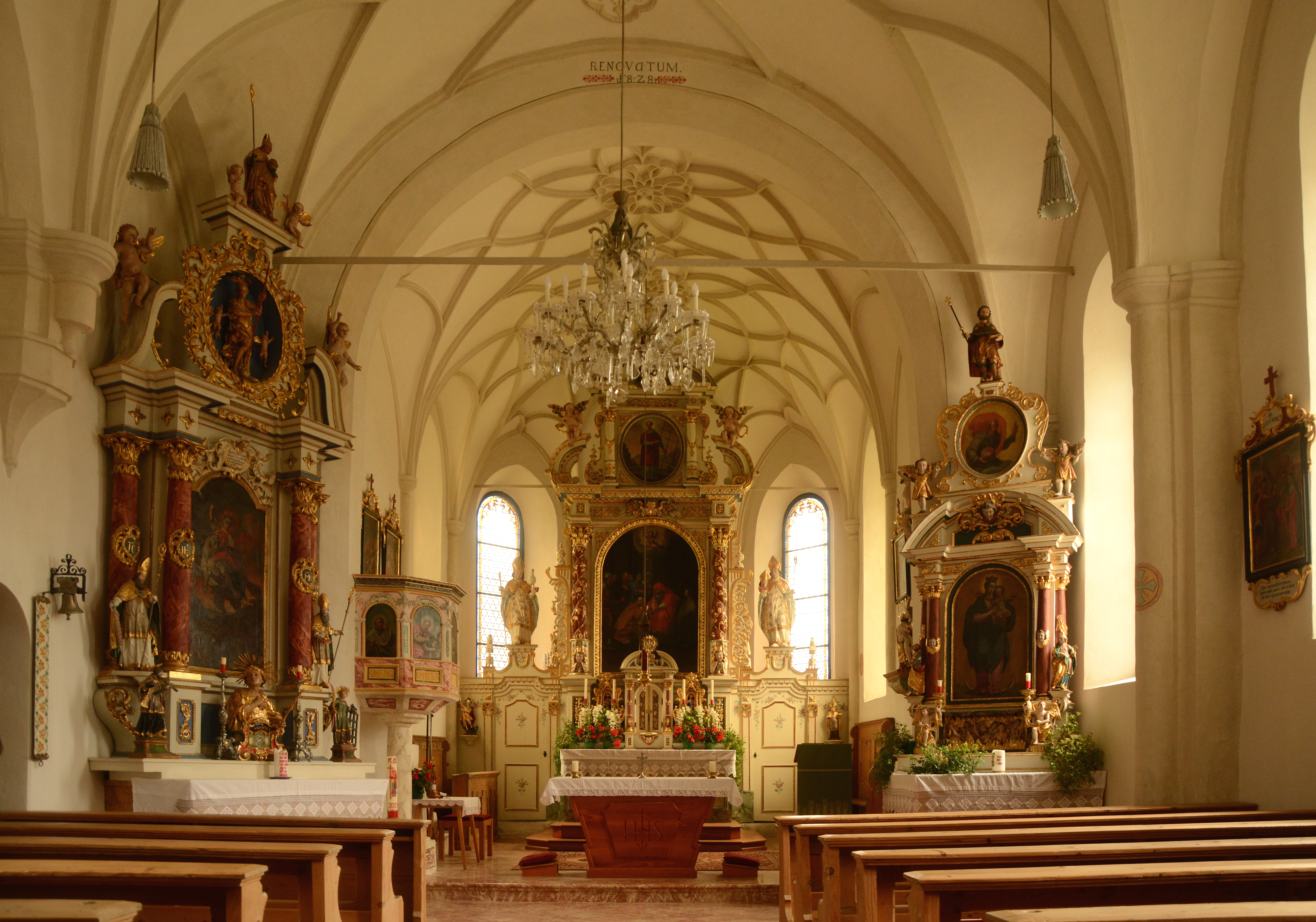
Langhaus, Blick zum Chor

Die Filialkirche St. Georg steht im Zentrum der Ortschaft Oberdrum in der Gemeinde Oberlienz im Bezirk Lienz (Osttirol). Die dem Patrozinium des heiligen Georg unterstellte römisch-katholische Filialkirche gehört zum Dekanat Lienz der Diözese Innsbruck. Die Kirche steht unter Denkmalschutz (Listeneintrag).

## Geschichte
Die erste urkundliche Erwähnung der Filialkirche stammt aus dem Jahr 1308 in Zusammenhang mit der Schenkung an mehrere Kirchen. 1994 durchgeführte Grabungen datieren den Vorgängerbau der Kirche, der als Apsidensaal konzipiert war, jedoch bereits in das 9. bis 10. Jahrhundert. Das Gebäude könnte dabei auf einen romanischen Grundbesitzer zurückgehen, der die Kirche als Begräbnisstätte gestiftet hatte. Nachdem das ursprüngliche Bauwerk vermutlich durch einen Brand zerstört worden war, erfolgte im 12. oder 13. Jahrhundert der Neubau der Kirche. Die Kirche wurde dabei erneut als Apsidensaal errichtet, dessen Schiff in der Gotik eingewölbt wurde.
Ursprünglich dürfte die Filialkirche Oberdrum das Pfarrrecht besessen haben, woraufhin auch die erhaltene Friedhofseinfriedung hindeutet. In der Kirche selbst wurde im 15. oder 16. Jahrhundert anstelle der ursprünglichen Apsis das Presbyterium errichtet, wovon die erhaltenen gotischen Strebepfeiler zeugen. Der Kirchturm wurde hingegen erst im 16. Jahrhundert erbaut. Nach der Mitte des 17. Jahrhunderts erfolgte eine wesentliche Umgestaltung des Innenraums der Filialkirche. Bei den Bauarbeiten wurde ein neues Gewölbe mit Stuckrippen eingezogen. Zudem erfolgte in den 1670er Jahren die Barockisierung des Altars, während die Freskisierung des Innenraums aus dem Jahr 1761 stammen könnte. 1781 kam es zu einem Turmbrand, auf den eine Erneuerung erfolgte. Zudem wurde die Kirche im Laufe der Jahrhunderte mehrmals renoviert, wobei 1906/07 eine Regotisierung der barocken Zwiebelhaube erfolgte.

## Bauwerk
Die Kirche geht auf einen romanischen Vorgängerbau zurück und verfügt über gotische und barocke Elemente.

### Bauwerksstruktur
Bei der Filialkirche Oberdrum handelt es sich um eine einschiffige, vierjochige Kirche über rechteckigem Grundriss. Der Eingang der Filialkirche liegt im Osten und wird durch eine stirnseitig angebrachte, offene Vorhalle ermöglicht. Ihr gegenüber liegt im Osten der eingezogene, zweijochige Chor mit 3/8-Schluss. Da die Giebelwand im Bereich der Vorhalle unverputzt gelassen wurde, ist das romanische Mauerwerk sichtbar. Zudem wurde bei Renovierungsarbeiten 1995 ein Fresko mit der Darstellung des Kruzifixes mit Maria und Johannes aus der Zeit um 1300 freigelegt. Die Vorhalle selbst ist durch ein schindelgedecktes Pultdach geschützt.
Die Längswände des Kirchenschiffes sind durch hohe, schmale Rundbogenfenster durchbrochen. An der nördlichen Längswand wurde zudem der Kirchturm angebaut, der im Erdgeschoß die Sakristei beherbergt. Der Turm selbst ist nicht gegliedert, verfügt jedoch über eine freskisierte, diamantquaderartige Ortsteinrahmung und kann über eine in das Obergeschoß führende Holztreppe betreten werden. Die spitzbogigen Schallfenster des Turms sind durch Holzjalousien geschlossen, darüber befinden sich in den Giebelfeldern je eine Uhr mit darüberliegenden Dreipassfenstern. Während das Kirchenschiff durch ein Satteldach mit Gaupen geschützt ist, verfügt der Turm über einen achtseitigen Spitzhelm. Sowohl Dach als auch der Turmhelm wurden mit geklobenen Lärchenschindeln eingedeckt. Die Giebelspitzen des Turms wurden zudem mit vergoldeten Kugeln und Wetterfahnen geschmückt, über der Turmspitze erheben sich neben der Kugel auch ein Schmiedeeisenkreuz und ein Wetterhahn.

### Inneneinrichtung
Die Filialkirche verfügt neben dem Hochaltar über zwei Seitenaltäre. Alle drei Altäre erhielten ihr heutiges Aussehen abgesehen von kleineren Veränderungen im Zuge der Barockisierung im letzten Drittel des 17. Jahrhunderts. Der weiß-goldene Hochaltar ragt dabei bis zur Decke des Chors und besteht aus einer Kastenmensa, gedrehten, roten Säulen und einem steil aufsteigenden Sprenggiebel mit darin befindlichem Auszug. Über dem Auszug erhebt sich eine Statue des heiligen Georg als Drachentöter, im Auszug selbst befindet sich ein als Medaillon gefasstes Gemälde des heiligen Laurentius mit Rost. Das Altarbild zeigt die Beschneidung Jesu Christi. Die links und rechts an den Altar angebrachten, durch Türen verschlossenen Opfergangsportale werden von auf Konsolen stehenden Statuen geschmückt. Die Statuen stellen den heiligen Martin mit Gans (links) und den heiligen Dionysius mit abgeschlagenem Haupt (rechts) dar.
Der rechte Seitenaltar wurde 1677 von Josef Kammerlander gestiftet und besteht aus einer Ädikula mit je zwei Säulen und einem Korbbogengiebel. Das rundbogige Altarbild zeigt die Madonna mit Kind auf einer Mondsichel, das Auszugsgemälde Gottvater mit Weltkugel in einem Medaillon gefasst. Der Auszug wird dabei von einer Statue des heiligen Jakobus gekrönt, seitlich des Volutenauszugs befinden sich zudem kleine Statuen des heiligen Joseph (links) und des heiligen Philippus (rechts).
Der linke Seitenaltar stammt aus dem Jahr 1678 und wurde von Jakob Baumgartner gestiftet. Der Altar besteht aus je zwei seitlichen Säulen mit seitlichen Voluten, darüber erhebt sich ein gerades, verkröpftes Gebälk mit steilem, gesprengtem Giebel. Der Auszug ist als mit Blättern reich geschmücktes Medaillon in Kranzform ausgeführt, das eine Figur des heiligen Chrysanth beherbergt. Darüber erhebt sich an der Spitze des Auszugs eine Figur des heiligen Rupert mit Fass. Das Altarbild aus dem 18. Jahrhundert zeigt den heiligen Georg als Drachentöter. Zudem befinden sich an den Säulen figurale Darstellungen des heiligen Erasmus (links) und des heiligen Nikolaus (rechts).
Neben den Altären ist die Filialkirche auch durch die an der Nordwand des Chores angebrachte, reich bemalte Kanzel geschmückt. Sie trägt Darstellungen der vier Evangelisten in Rundbogenfeldern. Die Kreuzwegbilder mit vergoldeten Kartuschen stammen aus der zweiten Hälfte des 18. Jahrhunderts. Die Glocken der Kirche wurden im Zuge der beiden Weltkriege großteils entfernt, heute verfügt sie über eine Glocke aus dem Jahr 1787, eine Glocke aus dem Jahr 1922 und zwei Glocken aus dem Jahr 1950.